# Antonio Maurogiovanni
Antonio Maurogiovanni (Bari, 20 de octubre de 1965) es un deportista italiano que compitió en remo. Ganó dos medallas en el Campeonato Mundial de Remo, plata en 1985 y bronce en 1987.

## Palmarés internacional
| Campeonato Mundial | Campeonato Mundial     | Campeonato Mundial | Campeonato Mundial |
| Año                | Lugar                  | Medalla            | Prueba             |
| ------------------ | ---------------------- | ------------------ | ------------------ |
| 1985               | Malinas (Bélgica)      | Medalla de plata   | Ocho con timonel   |
| 1987               | Copenhague (Dinamarca) | Medalla de bronce  | Cuatro con timonel |